# Pheidole lamellinoda
Pheidole lamellinoda är en myrart som beskrevs av Auguste-Henri Forel 1902. Pheidole lamellinoda ingår i släktet Pheidole och familjen myror. Inga underarter finns listade i Catalogue of Life.